# Герасимов, Кирил
Кирил Герасимов (болг. Кирил Герасимов, родился 3 февраля 1946 года) — болгарский хоккеист, игравший на позиции центрального нападающего. Выступал за софийские клубы ЦСКА и «Академик». В составе сборной Болгарии — участник Зимних Олимпийских игр 1976 года, провёл 5 матчей группового этапа и один квалификационный матч на Олимпиаде (все их Болгария проиграла). Забросил две шайбы в игре против Румынии (4:9) и отдал две голевые передачи в игре против Японии (5:7). Заработал два двухминутных удаления (4 минуты штрафа). Участник чемпионатов мира в группе B в 1976 году, в группе C в 1967, 1969, 1971, 1972, 1973, 1974, 1975, 1977 и 1978 годах.